# Sonderanhänger 1

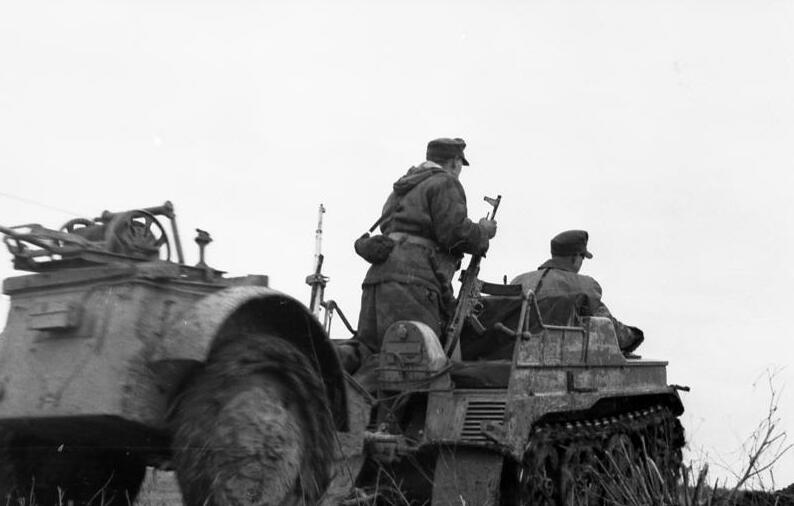
Sd. Ah. 1/2 beim Verlegen von schwerem Feldkabel

Der Sonderanhänger 1, auch Sd. Ah. 1 war ein kleiner Einachs-Anhänger der Wehrmacht zum Transport von leichten Lasten. Die offizielle Bezeichnung lautete: Anhänger für das Kleine Kettenkraftrad. Er war speziell zur Verwendung hinter dem Kettenkrad gebaut und wurde ausschließlich dafür verwendet.

## Geschichte und Entwicklung
Der Sonderanhänger 1 (kurz Sd. Ah. 1) war eine Nachfolgeentwicklung des zuvor bei der Reichswehr genutzten Sonderanhängers der ebenfalls als Sd. Ah. 1 bezeichnet war. Als kleines Mehrzweckfahrzeug beim deutschen Militär steht er damit in der Tradition der als Nummer 1 benannten Infanteriefahrzeuge (If.) und Heeresfeldwagen (Hf.), die beispielsweise als Maschinengewehr-Handwagen (If.1) oder als Heeresfahrzeug 1 (Hf.1) bekannt waren. Mit der fortschreitenden Motorisierung der Wehrmacht entstand der Bedarf für ein leichtes Anhängefahrzeug, welches für den Einsatz mit dem Kettenkrad Sd.Kfz. 2 geeignet war. Die offizielle Einführung des besonders für diesen Zweck entwickelten Sd. Ah. 1 wurde im März 1942 bekanntgegeben.

## Technische Beschreibung
Der komplette Anhänger war eine Schweißkonstruktion aus gepresstem Stahlblech mit festen Bordwänden rundherum. Der oben offene Kasten konnte mit einer Abdeckplane bedeckt werden. Der universell einsetzbare Basisanhänger konnte 350 kg Nutzlast befördern. Die Scheibenräder mit der Bereifung 3.50-19 bestanden aus gepresstem Stahlblech und waren mit dem Vorderrad des Kettenkrades bis auf die Nabe identisch. Ebenso war die Radaufhängung (Drehstabfedern, Schwingarme) mit der des Kettenkrads identisch. Der Anhänger wies eine komplette rückwärtige elektrische Beleuchtungsanlage auf. Zunächst mit einem Schlusslicht, einem Notek-Abstandsrücklicht und einem Rückstrahler. Später entfiel die separate Schlussleuchte. Weiterhin war eine Schnellwechselvorrichtung für das amtliche Kennzeichen vorhanden. Gemäß den damaligen Vorschriften führte der Sd.Anh. 1 ein Wiederholungskennzeichen des ziehenden Kettenkrads. Angekoppelt wurde der Anhänger mit dem Einheitsprotzhaken. Anders als beim Infanteriekarren If.8 konnten beim Sd. Ah. 1 hinten keine weiteren Anhänger angehängt werden.

## Varianten
Neben dem standardmäßigen Sd.Ah.1 für den allgemeinen Lastentransport gab es noch zwei spezielle Varianten für die Fernmeldetruppe zur Verlegung von Feldtelefonkabeln.
- Sd.Ah.1/1 – Anhänger für kleines Kettenkraftrad für Feldfernkabel
- Sd.Ah.1/2 – Anhänger für kleines Kettenkraftrad für schweres Feldkabel

Diese Spezialanhänger waren mit Halterungen für die jeweiligen Kabeltrommeln und Verlegeausrüstung ausgestattet. Sie wurden zusammen mit den entsprechend ausgerüsteten Kettenkrädern Sd.Kfz.2/1 und Sd.Kfz.2/2 verwendet.

## Einsatz
Eingesetzt wurde der Sonderanhänger 1 hinter dem Kettenkrad, wann immer Gerät, Material oder Munition zu transportieren war. Das Kettenkrad selbst bietet nur sehr beschränkte Transportmöglichkeiten.
Bei den Fernmeldetruppen wurden die besonders ausgestatteten Sonderanhänger 1/1 und 1/2 beim Feldkabelbau eingesetzt.
Anhand heute (2025) noch vorhandener Anhänger und deren Fahrgestellnummern kann davon ausgegangen werden, dass etwa 4.500 Sonderanhänger 1 produziert wurden. Das entspricht einer Quote von etwa einem Anhänger für je zwei Kettenkräder.
Anders als beim Kettenkrad selbst, wurde die Produktion des Sd.Ah.1 nach dem Ende des Zweiten Weltkriegs nicht wieder aufgenommen. Dies lag daran, dass die Transportkapazität des Sd.Ah.1 doch sehr beschränkt war. Als Ersatz begann NSU im Herbst 1945 mit der Produktion des "Brennholzanhängers".

## Zulassungsrechtliches in Deutschland
Da das ziehende Kettenkrad zulassungsrechtlich eine schnelllaufende Zugmaschine ist, sind mitgeführte Anhänger ebenfalls zulassungspflichtig. Wenn also ein Sd.Ah.1 heute hinter einem Kettenkrad in Deutschland im öffentlichen Straßenverkehr mitgeführt werden soll, so muss er selbst regulär zugelassen sein. Er benötigt eine Zulassungsbescheinigung Teil I und II (früher Fahrzeugschein und Fahrzeugbrief) und ein eigenes amtliches Kennzeichen. Damit ist er steuer-, haftpflichtversicherungs- und hauptuntersuchungspflichtig.
Wird der Sd.Ah.1 hingegen hinter einem Kraftrad mitgeführt, so entfällt die Zulassungspflicht und wegen des Baujahrs auch die Betriebserlaubnispflicht. Es muss nur das Wiederholungskennzeichen des ziehenden Kraftrads geführt werden.
Die zulassungsrechtliche Situation in anderen Ländern kann abweichen.